# Cindy Wilson
Cynthia Leigh Wilson (Athens, 28 de fevereiro de  1957) é uma cantora e atriz  estadounidense, popular por ser uma das vocalistas e compositoras da banda de  rock The B-52's

## Carreira
A banda  The B-52's foi constituída em 1977, quando Ricky Wilson, seu irmão mais velho e guitarrista e, a tecladista e cantora  Kate Pierson, o baterista  Keith Strickland e o vocalista Fred Schneider improvisaram uma sessão na residência de um amigo deles, Owen Scott III
Wilson e os demais membros irromperam no mundo da música pop rock quando o seu álbum de estreia de 1979 The B-52's produziu os singles que fizeram muito sucesso "Rock Lobster" e "Planet Claire", lançando a banda no sucesso internacional.
Em 21 de abril de 1985, Cindy  Wilson casou-se com  Keith Bennett,um publicitário famoso que foi amigo da banda por muito tempo e técnico de guitarra de Ricly nos concertos.  O seu irmão Ricky morreu em 12 de outubro desse ano, vítima de aids.
Cindy tomou a decisão de fazer um ano sabático da banda em 1990, para se concentrar em formar uma família, tempo durante o qual a banda gravou e lançou o álbum  Good Stuff como um trio formado por Pierson, Schneider y Strickland. Durante o concerto ao vivo para promover o álbum em 1992 e 1993, Julee Cruise substituiu  Wilson. Cindy regressou à banda  em  1994.

## Discografia

### The B-52's
- The B-52's (1979)
- Wild Planet (1980)
- Whammy! (1983)
- Bouncing off the Satellites (1986)
- Cosmic Thing (1989)
- Funplex (2008)

## Filmografia
- One Trick Pony (1980)
- Athens, GA: Inside Out (1987)
- The Rugrats Movie (1998, apenas voz)